# 卡里佩市

卡里佩市（西班牙語：Municipio Caripe），是委內瑞拉的一個市，位於該國東部莫納加斯州，首府設於卡里佩，面積529平方公里，每年平均降雨量1,124毫米，2001年人口51,353，人口密度每平方公里97.08人。